# Alexander Tkacz
Alexander Philip Dominic Tkacz, född 13 juli 1993, är en svensk fotbollsspelare som spelar för thailändska Prime Bangkok.

## Karriär
Han började spela i Landskrona BoIS säsongen 2006 och debuterade i A-laget år 2012. Tkacz spelar som mittfältare och räknades 2013 som en av klubbens stora framtidsmän.
Alexander Tkacz gjorde 1-0-målet när Landskrona BoIS slog ut Malmö FF ur Svenska cupen med 3-1 den 25 augusti 2016. I december 2019 förlängde han sitt kontrakt i Landskrona BoIS med ett år. I december 2020 förlängde Tkacz sitt kontrakt i klubben med två år. I augusti 2021 förlängde han sitt kontrakt fram över säsongen 2023.
I augusti 2023 gick Tkacz till Prime Bangkok i thailändska tredjeligan.